# Schouder aan schouder
Schouder aan schouder is een single van Marco Borsato en Guus Meeuwis. Zij werkten samen nadat ze beiden getroffen waren door malversaties bij The Entertainment Group. Het lied is geschreven door Meeuwis zelf en de vaste schrijver van Borsato John Ewbank alsmede Jan Willem Roozenboom en Jan Willem Roy. De tekst van het lied gaat over het feit dat ze schouder aan schouder elke tegenslag aan kunnen. Het plaatje kwam nogal snel van de grond en heeft waarschijnlijk daarom als B-kant een instrumentale versie van hetzelfde nummer meegekregen.
Een versie op een compact disc liet lang op zich wachten. Het beste van Guus Meeuwis dat als eerste na de release van de single verscheen bevatte het album niet, de koper moest tot 19 november 2010 wachten totdat het verscheen op het album van Borsato Dromen durven delen.
De single steeg direct naar de hoogste positie van de Nederlandse Single Top 100 en de Nederlandse Mega Top 50, maar bleef in de Nederlandse Top 40 steken op de tweede plaats. In Vlaanderen haalde het alleen de tipnotering in de Ultratip van de Ultratop 50.

## Hitnoteringen

### Nederlandse Top 40
| Hitnotering: 29-05-2010 t/m 14-08-2010 | Hitnotering: 29-05-2010 t/m 14-08-2010 | Hitnotering: 29-05-2010 t/m 14-08-2010 | Hitnotering: 29-05-2010 t/m 14-08-2010 | Hitnotering: 29-05-2010 t/m 14-08-2010 | Hitnotering: 29-05-2010 t/m 14-08-2010 | Hitnotering: 29-05-2010 t/m 14-08-2010 | Hitnotering: 29-05-2010 t/m 14-08-2010 | Hitnotering: 29-05-2010 t/m 14-08-2010 | Hitnotering: 29-05-2010 t/m 14-08-2010 | Hitnotering: 29-05-2010 t/m 14-08-2010 | Hitnotering: 29-05-2010 t/m 14-08-2010 | Hitnotering: 29-05-2010 t/m 14-08-2010 | Hitnotering: 29-05-2010 t/m 14-08-2010 |
| Week:                                  | 1                                      | 2                                      | 3                                      | 4                                      | 5                                      | 6                                      | 7                                      | 8                                      | 9                                      | 10                                     | 11                                     | 12                                     |                                        |
| -------------------------------------- | -------------------------------------- | -------------------------------------- | -------------------------------------- | -------------------------------------- | -------------------------------------- | -------------------------------------- | -------------------------------------- | -------------------------------------- | -------------------------------------- | -------------------------------------- | -------------------------------------- | -------------------------------------- | -------------------------------------- |
| Positie:                               | 3                                      | 2                                      | 2                                      | 2                                      | 6                                      | 8                                      | 11                                     | 10                                     | 17                                     | 18                                     | 28                                     | 36                                     | uit                                    |

### Mega Top 50
| Hitnotering: 29-05-2010 t/m 07-08-2010 | Hitnotering: 29-05-2010 t/m 07-08-2010 | Hitnotering: 29-05-2010 t/m 07-08-2010 | Hitnotering: 29-05-2010 t/m 07-08-2010 | Hitnotering: 29-05-2010 t/m 07-08-2010 | Hitnotering: 29-05-2010 t/m 07-08-2010 | Hitnotering: 29-05-2010 t/m 07-08-2010 | Hitnotering: 29-05-2010 t/m 07-08-2010 | Hitnotering: 29-05-2010 t/m 07-08-2010 | Hitnotering: 29-05-2010 t/m 07-08-2010 | Hitnotering: 29-05-2010 t/m 07-08-2010 | Hitnotering: 29-05-2010 t/m 07-08-2010 | Hitnotering: 29-05-2010 t/m 07-08-2010 | Hitnotering: 29-05-2010 t/m 07-08-2010 |
| Week:                                  | 1                                      | 2                                      | 3                                      | 4                                      | 5                                      | 6                                      | 7                                      | 8                                      | 9                                      | 10                                     | 11                                     |                                        |                                        |
| -------------------------------------- | -------------------------------------- | -------------------------------------- | -------------------------------------- | -------------------------------------- | -------------------------------------- | -------------------------------------- | -------------------------------------- | -------------------------------------- | -------------------------------------- | -------------------------------------- | -------------------------------------- | -------------------------------------- | -------------------------------------- |
| Positie:                               | 1                                      | 8                                      | 11                                     | 10                                     | 14                                     | 16                                     | 14                                     | 16                                     | 22                                     | 23                                     | 32                                     | uit                                    |                                        |

### NederlandseSingle Top 100
| Hitnotering: 29-05-2010 t/m 02-10-2010 | Hitnotering: 29-05-2010 t/m 02-10-2010 | Hitnotering: 29-05-2010 t/m 02-10-2010 | Hitnotering: 29-05-2010 t/m 02-10-2010 | Hitnotering: 29-05-2010 t/m 02-10-2010 | Hitnotering: 29-05-2010 t/m 02-10-2010 | Hitnotering: 29-05-2010 t/m 02-10-2010 | Hitnotering: 29-05-2010 t/m 02-10-2010 | Hitnotering: 29-05-2010 t/m 02-10-2010 | Hitnotering: 29-05-2010 t/m 02-10-2010 | Hitnotering: 29-05-2010 t/m 02-10-2010 | Hitnotering: 29-05-2010 t/m 02-10-2010 | Hitnotering: 29-05-2010 t/m 02-10-2010 | Hitnotering: 29-05-2010 t/m 02-10-2010 | Hitnotering: 29-05-2010 t/m 02-10-2010 | Hitnotering: 29-05-2010 t/m 02-10-2010 | Hitnotering: 29-05-2010 t/m 02-10-2010 | Hitnotering: 29-05-2010 t/m 02-10-2010 | Hitnotering: 29-05-2010 t/m 02-10-2010 | Hitnotering: 29-05-2010 t/m 02-10-2010 | Hitnotering: 29-05-2010 t/m 02-10-2010 |
| Week:                                  | 1                                      | 2                                      | 3                                      | 4                                      | 5                                      | 6                                      | 7                                      | 8                                      | 9                                      | 10                                     | 11                                     | 12                                     | 13                                     | 14                                     | 15                                     | 16                                     | 17                                     | 18                                     | 19                                     |                                        |
| -------------------------------------- | -------------------------------------- | -------------------------------------- | -------------------------------------- | -------------------------------------- | -------------------------------------- | -------------------------------------- | -------------------------------------- | -------------------------------------- | -------------------------------------- | -------------------------------------- | -------------------------------------- | -------------------------------------- | -------------------------------------- | -------------------------------------- | -------------------------------------- | -------------------------------------- | -------------------------------------- | -------------------------------------- | -------------------------------------- | -------------------------------------- |
| Positie:                               | 1                                      | 3                                      | 1                                      | 1                                      | 3                                      | 5                                      | 8                                      | 6                                      | 11                                     | 15                                     | 22                                     | 32                                     | 44                                     | 54                                     | 66                                     | 61                                     | 64                                     | 73                                     | 91                                     | uit                                    |